# Papirus
 Ovo je glavno značenje pojma Papirus. Za druga značenja pogledajte Papirus (razdvojba).
Papirus (lat. papyrus od grč. πάπυρος) je pisaći materijal u antičkim civilizacijama Bliskog istoka i Sredozemlja te u ranim stoljećima srednjega vijeka u Europi. Pravio se od srčike močvarne biljke papirus (lat. Cyperus papyrus), koja je rasla u Donjem Egiptu. Po opisu Plinija Starijega (Prirodoslovlje, XIII), srčika stabljike, i to onoga njezina dijela koji se nalazio pod vodom, rezala se u tanke listove koji su se slagali jedan uz drugi, a potom se preko toga prvoga slagao poprečno drugi sloj. Uzdužni listovi bili su dugački oko 1 metar, a poprečni 20 do 30 centimetara. Tako dobiveni list čvrsto se prešao. Na nj su se lijepili drugi listovi pa se dobivala vrpca dugačka nekoliko metara. Površina lista potom se glačala i sušila, i tada je papirus bio spreman za uporabu. Na papirusu se pisalo pisaljkom od zašiljene trstike (kalamus) crnom i crvenom bojom. Knjiga od papirusa imala je oblik svitka (grč. τόμος, lat. volumen) i na njoj se najčešće pisalo samo na unutrašnjoj strani vrpce, i to u stupcima (lat. paginae) napisanima okomito u odnosu na duljinu svitka.
U samom drevnom Egiptu papirus se koristio u doba faraonskih dinastija. Izvozio se u grčke zemlje, a potom i u Rim, te u sve druge zemlje Sredozemlja. Za pisanje grčkih tekstova u Egiptu se papirus koristio sve do 8. stoljeća, a Arapi su ga koristili i do 10. stoljeća. U nekim europskim zemljama (na primjer u Rimskoj kuriji) koristio se do 11. stoljeća. Istisnuo ga je iz uporabe trajniji pergament, a u arapskom svijetu sve veća proizvodnja papira. Sačuvalo se mnogo knjiga i isprava od papirusa, i to u Egiptu (vrlo rijetko i u drugim zemljama). Znanost koja se bavi čitanjem, datiranjem, interpretacijom i sadržajem papirusnih svitaka zove se papirologija.

## Biljka
Papirus je močvarna biljka slična trski, pripada porodici šiljovki, naraste u visinu do 3 metra, stabljika mu je mekana i ponekad debela kao ljudska ruka. Na vrhu stabljike nalaze se grane koje liče na raščupanu i neurednu kosu. Listovi papirusa su maleni, a korijen snažan. Na vrhovima dugih uspravnih izbojaka razvijaju se listovi, koji nalikuju vlatima trave na kojima se razvijaju maleni, neugledni cvjetići.

## Izrada papirusa
Drevni su Egipćani prije 4000 godina pronašli prikladniji materijal za pisanje. Bio je to papirus dobiven od istoimene biljke iz porodice šiljovki (lat. Cyperaceae). Biljnu srčiku rezali su u duge tanke trake i ukrštali ih, a prešanjem i lupanjem istisnuti sok služio je kao ljepilo. Taj materijal bio je nakon izjednačavanja (egaliziranja), sušenja i poliranja kao čvrsto vezani dvosloj vrlo čvrst i podatan, tako da se, osim za pisanje, mogao upotrebljavati i u mnoge svrhe. S obzirom na furnirsku strukturu, papirus ima s današnjim papirom samo sličnost u imenu.

### Uporaba
Papirus je neko vrijeme bio jedan od glavnih izvoznih proizvoda Egipta. U nekim su vremenskim razdobljima, primjerice, svi diplomatski dokumenti ispisivani su na papirusu sve dok ga nije zamijenio pergament. Svaki komad papirusa obilježavan je posebnim pečatom kako bi se time potvrdila njegova vrijednost. Papirus se koristio u Egiptu približno od 3000. pr. Kr. U Grčku je prenesen u 7. stoljeću pr. Kr., a otuda u Rim i ostale dijelove Europe, gdje se kao materijal za pisanje koristio sve do 10. stoljeća.